# Pallavaram
Pallavaram (Tamil: பல்லாவரம் Pallāvaram [ˈpalːaːʋəɾʌm], auch Pallavapuram) ist eine Stadt im Vorortgebiet von Chennai (Madras), der Hauptstadt des indischen Bundesstaates Tamil Nadu. Die Einwohnerzahl beträgt rund 215.000 (Volkszählung 2011).
Pallavaram liegt rund 20 Kilometer südwestlich der Innenstadt von Chennai und vier Kilometer südwestlich des Flughafens Chennai im Hinterland der Küste des Golfs von Bengalen. Die Stadt ist Hauptort des Taluks Pallavaram des Distrikts Chengalpattu und ist Teil der Metropolregion Chennai. Bei Pallavaram erhebt sich aus der ansonsten flachen Umgebung ein einzelner Fels, der Pallavaram Hill. Außerdem befindet sich in Pallavaram der See Periya Eri („Großer See“). Der See maß einst 76 Hektar, hat sich aber durch zunehmende Umweltzerstörung deutlich verkleinert. Der nach Südwesten führende nationale Fernstraße NH 45 (Grand Southern Trunk Road), eine der wichtigsten Ausfallstraßen Chennais, führt durch Pallavaram. Außerdem ist die Stadt über die südwestliche Linie Chennaier Vorortbahn (Chennai Suburban Railway) an das Stadtzentrum angebunden.
In Pallavaram wurde 1864 ein Steinwerkzeug aus dem Altpaläolithikum gefunden, das einen der frühesten Hinweise auf eine menschliche Besiedlung Indiens darstellt. Der Name Pallavaram leitet sich von Pallavapuram („Pallava-Stadt“) her und verweist auf die Dynastie der Pallava, die vom 6. bis 9. Jahrhundert vom nahegelegenen Kanchipuram aus über die Region herrschte. An die Pallava-Zeit erinnert ein Höhlentempel aus der Zeit des Königs Mahendravarman I. (600–630), der später in eine Dargah (muslimischer Sufi-Schrein) umgewandelt wurde. Während der britischen Kolonialzeit wurde 1882 in Pallavaram eine Garnison (Pallavaram Cantonment) als Erweiterung der Garnison am nahegelegenen St. Thomas Mount gegründet. Seit 1970 hat Pallavaram den Status einer Stadtgemeinde (municipality). Die Garnison Pallavaram untersteht indes der Verwaltung der Garnisonsstadt St. Thomas Mount-cum-Pallavaram. Durch die Expansion Chennais hat Pallavaram ein beträchtliches Bevölkerungswachstum erlebt: Allein zwischen 2001 und 2011 wuchs die Einwohnerzahl um 50 Prozent. Unter den größten Städten Tamil Nadus steht Pallavaram an vierzehnter Stelle.
84 Prozent der Einwohner Pallavarams sind Hindus, 8 Prozent sind Christen und 6 Prozent Muslime. Die Hauptsprache ist, wie in ganz Tamil Nadu, das Tamil, das von 84 Prozent der Bevölkerung als Muttersprache gesprochen wird. 9 Prozent sprechen Telugu, 3 Prozent Urdu und 2 Prozent Malayalam.